# Victor Courtray
Pour l’article ayant un titre homophone, voir Courtrai.
Victor Henri Courtray est un ensemblier, décorateur et créateur de meubles français né le 22 juillet 1896 à Nangis, en Seine-et-Marne et mort le 7 décembre 1987 à Biarritz. Formé par l'École Boulle dont il sort major en 1914, il s'est formé auprès de Maurice Dufrène, Paul Follot, les maisons D.I.M. et Charpentier.
Connu pour ses productions fortement marquées par le mouvement Art déco, il quitte Paris en 1924 pour s'installer dans la région du Sud-Ouest, où il développe un style souvent qualifié de « néobasque ».

## Productions notables toujours existantes
- Mobilier de l'Hôtel Splendid de Dax en 1929 (en partie conservé dans les espaces classés après restauration et réouverture de l'hôtel en 2018)
- Mobilier de la salle du conseil municipal de Biarritz en 1954